# Mistrzowie US Open w grze pojedynczej
Lista meczów finałowych US Open w grze pojedynczej mężczyzn.

## Mecze finałowe (1881–2024)
| Rok  | Mistrz                | Finalista                  | Wynik                         |
| 2024 | Jannik Sinner         | Taylor Fritz               | 6:3, 6:4, 7:5                 |
| 2023 | Novak Đoković         | Daniił Miedwiediew         | 6:3, 7:6(5), 6:3              |
| 2022 | Carlos Alcaraz        | Casper Ruud                | 6:4, 2:6, 7:6(1), 6:3         |
| 2021 | Daniił Miedwiediew    | Novak Đoković              | 6:4, 6:4, 6:4                 |
| 2020 | Dominic Thiem         | Alexander Zverev           | 2:6, 4:6, 6:4, 6:3, 7:6(6)    |
| 2019 | Rafael Nadal          | Daniił Miedwiediew         | 7:5, 6:3, 5:7, 4:6, 6:4       |
| 2018 | Novak Đoković         | Juan Martín del Potro      | 6:3, 7:6(4), 6:3              |
| 2017 | Rafael Nadal          | Kevin Anderson             | 6:3, 6:3, 6:4                 |
| 2016 | Stan Wawrinka         | Novak Đoković              | 6:7(1), 6.4, 7:5, 6:3         |
| 2015 | Novak Đoković         | Roger Federer              | 6:4, 5:7, 6:4, 6:4            |
| 2014 | Marin Čilić           | Kei Nishikori              | 6:3, 6:3, 6:3                 |
| 2013 | Rafael Nadal          | Novak Đoković              | 6:2, 3:6, 6:4, 6:1            |
| 2012 | Andy Murray           | Novak Đoković              | 7:6(10), 7:5, 2:6, 3:6, 6:2   |
| 2011 | Novak Đoković         | Rafael Nadal               | 6:2, 6:4, 6:7(3), 6:1         |
| 2010 | Rafael Nadal          | Novak Đoković              | 6:4, 5:7, 6:4, 6:2            |
| 2009 | Juan Martín del Potro | Roger Federer              | 3:6, 7:6(5), 4:6, 7:6(4), 6:2 |
| 2008 | Roger Federer         | Andy Murray                | 6:2, 7:5, 6:2                 |
| 2007 | Roger Federer         | Novak Đoković              | 7:6(4), 7:6(2), 6:4           |
| 2006 | Roger Federer         | Andy Roddick               | 6:2, 4:6, 7:5, 6:1            |
| 2005 | Roger Federer         | Andre Agassi               | 6:3, 2:6, 7:6(1), 6:1         |
| 2004 | Roger Federer         | Lleyton Hewitt             | 6:0, 7:6(3), 6:0              |
| 2003 | Andy Roddick          | Juan Carlos Ferrero        | 6:3, 7:6(2), 6:3              |
| 2002 | Pete Sampras          | Andre Agassi               | 6:3, 6:4, 5:7, 6:4            |
| 2001 | Lleyton Hewitt        | Pete Sampras               | 7:6(4), 6:1, 6:1              |
| 2000 | Marat Safin           | Pete Sampras               | 6:4, 6:3, 6:3                 |
| 1999 | Andre Agassi          | Todd Martin                | 6:4, 6:7(5), 6:7(2), 6:3, 6:2 |
| 1998 | Patrick Rafter        | Mark Philippoussis         | 6:3, 3:6, 6:2, 6:0            |
| 1997 | Patrick Rafter        | Greg Rusedski              | 6:3, 6:2, 4:6, 7:5            |
| 1996 | Pete Sampras          | Michael Chang              | 6:1, 6:4, 7:6(3)              |
| 1995 | Pete Sampras          | Andre Agassi               | 6:4, 6:3, 4:6, 7:5            |
| 1994 | Andre Agassi          | Michael Stich              | 6:1, 7:6(5), 7:5              |
| 1993 | Pete Sampras          | Cédric Pioline             | 6:4, 6:4, 6:3                 |
| 1992 | Stefan Edberg         | Pete Sampras               | 3:6, 6:4, 7:6(5), 6:2         |
| 1991 | Stefan Edberg         | Jim Courier                | 6:2, 6:4, 6:0                 |
| 1990 | Pete Sampras          | Andre Agassi               | 6:4, 6:3, 6:2                 |
| 1989 | Boris Becker          | Ivan Lendl                 | 7:6(2), 1:6, 6:3, 7:6(4)      |
| 1988 | Mats Wilander         | Ivan Lendl                 | 6:4, 4:6, 6:3, 5:7, 6:4       |
| 1987 | Ivan Lendl            | Mats Wilander              | 6:7(7), 6:0, 7:6(4), 6:4      |
| 1986 | Ivan Lendl            | Miloslav Mečíř             | 6:4, 6:2, 6:0                 |
| 1985 | Ivan Lendl            | John McEnroe               | 7:6(1), 6:3, 6:4              |
| 1984 | John McEnroe          | Ivan Lendl                 | 6:3, 6:4, 6:1                 |
| 1983 | Jimmy Connors         | Ivan Lendl                 | 6:3, 6:7(2), 7:5, 6:0         |
| 1982 | Jimmy Connors         | Ivan Lendl                 | 6:3, 6:2, 4:6, 6:4            |
| 1981 | John McEnroe          | Björn Borg                 | 4:6, 6:2, 6:4, 6:3            |
| 1980 | John McEnroe          | Björn Borg                 | 7:6(4), 6:1, 6:7(5), 5:7, 6:4 |
| 1979 | John McEnroe          | Vitas Gerulaitis           | 7:5, 6:3, 6:3                 |
| 1978 | Jimmy Connors         | Björn Borg                 | 6:4, 6:2, 6:2                 |
| 1977 | Guillermo Vilas       | Jimmy Connors              | 2:6, 6:3, 7:5, 6:0            |
| 1976 | Jimmy Connors         | Björn Borg                 | 6:4, 3:6, 7:6(9), 6:4         |
| 1975 | Manuel Orantes        | Jimmy Connors              | 6:4, 6:3, 6:3                 |
| 1974 | Jimmy Connors         | Ken Rosewall               | 6:1, 6:0, 6:1                 |
| 1973 | John Newcombe         | Jan Kodeš                  | 6:4, 1:6, 4:6, 6:2, 6:2       |
| 1972 | Ilie Năstase          | Arthur Ashe                | 3:6, 6:3, 6:7(1), 6:4, 6:3    |
| 1971 | Stan Smith            | Jan Kodeš                  | 3:6, 6:3, 6:2, 7:6(3)         |
| 1970 | Ken Rosewall          | Tony Roche                 | 2:6, 6:4, 7:6(2), 6:3         |
| 1969 | Rod Laver             | Tony Roche                 | 7:9, 6:1, 6:2, 6:2            |
| 1968 | Arthur Ashe           | Tom Okker                  | 14:12, 5:7, 6:3, 3:6, 6:3     |
| 1967 | John Newcombe         | Clark Graebner             | 6:4, 6:4, 8:6                 |
| 1966 | Fred Stolle           | John Newcombe              | 4:6, 12:10, 6:3, 6:4          |
| 1965 | Manuel Santana        | Cliff Drysdale             | 6:2, 7:9, 7:5, 6:1            |
| 1964 | Roy Emerson           | Fred Stolle                | 6:4, 6:2, 6:4                 |
| 1963 | Rafael Osuna          | Frank Froehling            | 7:5, 6:4, 6:2                 |
| 1962 | Rod Laver             | Roy Emerson                | 6:2, 6:4, 5:7, 6:4            |
| 1961 | Roy Emerson           | Rod Laver                  | 7:5, 6:3, 6:2                 |
| 1960 | Neale Fraser          | Rod Laver                  | 6:4, 6:4, 9:7                 |
| 1959 | Neale Fraser          | Alex Olmedo                | 6:3, 5:7, 6:2, 6:4            |
| 1958 | Ashley Cooper         | Malcolm Anderson           | 6:2, 3:6, 4:6, 10:8, 8:6      |
| 1957 | Malcolm Anderson      | Ashley Cooper              | 10:8, 7:5, 6:4                |
| 1956 | Ken Rosewall          | Lew Hoad                   | 4:6, 6:2, 6:3, 6:3            |
| 1955 | Tony Trabert          | Ken Rosewall               | 9:7, 6:3, 6:3                 |
| 1954 | Vic Seixas            | Rex Hartwig                | 3:6, 6:2, 6:4, 6:4            |
| 1953 | Tony Trabert          | Vic Seixas                 | 6:3, 6:2, 6:3                 |
| 1952 | Frank Sedgman         | Gardnar Mulloy             | 6:1, 6:2, 6:3                 |
| 1951 | Frank Sedgman         | Vic Seixas                 | 6:4, 6:1, 6:1                 |
| 1950 | Arthur Larsen         | Herbert Flam               | 6:3, 4:6, 5:7, 6:4, 6:3       |
| 1949 | Ricardo González      | Ted Schroeder              | 16:18, 2:6, 6:1, 6:2, 6:4     |
| 1948 | Ricardo González      | Eric Sturgess              | 6:2, 6:3, 14:12               |
| 1947 | Jack Kramer           | Frank Parker               | 4:6, 2:6, 6:1, 6:0, 6:3       |
| 1946 | Jack Kramer           | Tom Brown                  | 9:7, 6:3, 6:0                 |
| 1945 | Frank Parker          | Bill Talbert               | 14:12, 6:1, 6:2               |
| 1944 | Frank Parker          | Bill Talbert               | 6:4, 3:6, 6:3, 6:3            |
| 1943 | Joe Hunt              | Jack Kramer                | 6:3, 6:8, 10:8, 6:0           |
| 1942 | Ted Schroeder         | Frank Parker               | 8:6, 7:5, 3:6, 4:6, 6:2       |
| 1941 | Bobby Riggs           | Frank Kovacs               | 5:7, 6:1, 6:3, 6:3            |
| 1940 | Don McNeill           | Bobby Riggs                | 4:6, 6:8, 6:3, 6:3, 7:5       |
| 1939 | Bobby Riggs           | Welby Van Horn             | 6:4, 6:2, 6:4                 |
| 1938 | Don Budge             | Gene Mako                  | 6:3, 6:8, 6:2, 6:1            |
| 1937 | Don Budge             | Gottfried von Cramm        | 6:1, 7:9, 6:1, 3:6, 6:1       |
| 1936 | Fred Perry            | Don Budge                  | 2:6, 6:2, 8:6, 1:6, 10:8      |
| 1935 | Wilmer Allison        | Sidney Wood                | 6:2, 6:2, 6:3                 |
| 1934 | Fred Perry            | Wilmer Allison             | 6:4, 6:3, 1:6, 8:6            |
| 1933 | Fred Perry            | Jack Crawford              | 6:3, 11:13, 4:6, 6:0, 6:1     |
| 1932 | Ellsworth Vines       | Henri Cochet               | 6:4, 6:4, 6:4                 |
| 1931 | Ellsworth Vines       | George Lott                | 7:9, 6:3, 9:7, 7:5            |
| 1930 | John Doeg             | Frank Shields              | 10:8, 1:6, 6:4, 16:14         |
| 1929 | William Tilden        | Francis Hunter             | 3:6, 6:3, 4:6, 6:2, 6:4       |
| 1928 | Henri Cochet          | Francis Hunter             | 4:6, 6:4, 3:6, 7:5, 6:3       |
| 1927 | René Lacoste          | William Tilden             | 11:9, 6:3, 11:9               |
| 1926 | René Lacoste          | Jean Borotra               | 6:4, 6:0, 6:4                 |
| 1925 | William Tilden        | Bill Johnston              | 4:6, 11:9, 6:3, 4:6, 6:3      |
| 1924 | William Tilden        | Bill Johnston              | 6:1, 9:7, 6:2                 |
| 1923 | William Tilden        | Bill Johnston              | 6:4, 6:1, 6:4                 |
| 1922 | William Tilden        | Bill Johnston              | 4:6, 3:6, 6:2, 6:3, 6:4       |
| 1921 | William Tilden        | Wallace F. Johnson         | 6:1, 6:3, 6:1                 |
| 1920 | William Tilden        | Bill Johnston              | 6:1, 1:6, 7:5, 5:7, 6:3       |
| 1919 | Bill Johnston         | William Tilden             | 6:4, 6:4, 6:3                 |
| 1918 | Robert Lindley Murray | William Tilden             | 6:3, 6:1, 7:5                 |
| 1917 | Robert Lindley Murray | Nathaniel Niles            | 5:7, 8:6, 6:3, 6:3            |
| 1916 | Richard N. Williams   | Bill Johnston              | 4:6, 6:4, 0:6, 6:2, 6:4       |
| 1915 | Bill Johnston         | Maurice McLoughlin         | 1:6, 6:0, 7:5, 10:8           |
| 1914 | Richard N. Williams   | Maurice McLoughlin         | 6:3, 8:6, 10:8                |
| 1913 | Maurice McLoughlin    | Richard N. Williams        | 6:4, 5:7, 6:3, 6:1            |
| 1912 | Maurice McLoughlin    | Wallace F. Johnson         | 3:6, 2:6, 6:2, 6:4, 6:2       |
| 1911 | William Larned        | Maurice McLoughlin         | 6:4, 6:4, 6:2                 |
| 1910 | William Larned        | Tom Bundy                  | 6:1, 5:7, 6:0, 6:8, 6:1       |
| 1909 | William Larned        | William Clothier           | 6:1, 6:2, 5:7, 1:6, 6:1       |
| 1908 | William Larned        | Beals Wright               | 6:1, 6:2, 8:6                 |
| 1907 | William Larned        | Robert LeRoy               | 6:2, 6:2, 6:4                 |
| 1906 | William Clothier      | Beals Wright               | 6:3, 6:0, 6:4                 |
| 1905 | Beals Wright          | Holcombe Ward              | 6:2, 6:1, 11:9                |
| 1904 | Holcombe Ward         | William Clothier           | 10:8, 6:4, 9:7                |
| 1903 | Lawrence Doherty      | William Larned             | 6:0, 6:3, 10:8                |
| 1902 | William Larned        | Reginald Doherty           | 4:6, 6:2, 6:4, 8:6            |
| 1901 | William Larned        | Beals Wright               | 6:2, 6:8, 6:4, 6:4            |
| 1900 | Malcolm Whitman       | William Larned             | 6:4, 1:6, 6:2, 6:2            |
| 1899 | Malcolm Whitman       | Jahial Parmly Paret        | 6:1, 6:2, 3:6, 7:5            |
| 1898 | Malcolm Whitman       | Dwight Davis               | 3:6, 6:2, 6:2, 6:1            |
| 1897 | Robert Wrenn          | Wilberforce Eaves          | 4:6, 8:6, 6:3, 2:6, 6:2       |
| 1896 | Robert Wrenn          | Fred Hovey                 | 7:5, 3:6, 6:0, 1:6, 6:1       |
| 1895 | Fred Hovey            | Robert Wrenn               | 6:3, 6:2, 6:4                 |
| 1894 | Robert Wrenn          | Manliffe Goodbody          | 6:8, 6:1, 6:4, 6:4            |
| 1893 | Robert Wrenn          | Fred Hovey                 | 6:4, 3:6, 6:4, 6:4            |
| 1892 | Oliver Campbell       | Fred Hovey                 | 7:5, 3:6, 6:3, 7:5            |
| 1891 | Oliver Campbell       | Clarence Hobart            | 2:6, 7:5, 7:9, 6:1, 6:2       |
| 1890 | Oliver Campbell       | Henry Slocum               | 6:2, 4:6, 6:3, 6:1            |
| 1889 | Henry Slocum          | Quincy Shaw                | 6:3, 6:1, 4:6, 6:2            |
| 1888 | Henry Slocum          | Howard Taylor              | 6:4, 6:1, 6:0                 |
| 1887 | Richard Sears         | Henry Slocum               | 6:1, 6:3, 6:2                 |
| 1886 | Richard Sears         | Robert Livingston Beeckman | 4:6, 6:1, 6:3, 6:4            |
| 1885 | Richard Sears         | Godfrey Brinley            | 6:3, 4:6, 6:0, 6:3            |
| 1884 | Richard Sears         | Howard Taylor              | 6:0, 1:6, 6:0, 6:2            |
| 1883 | Richard Sears         | James Dwight               | 6:2, 6:0, 9:7                 |
| 1882 | Richard Sears         | Clarence Clark             | 6:1, 6:4, 6:0                 |
| 1881 | Richard Sears         | William Glyn               | 6:0, 6:3, 6:2                 |